# Megastigmus pistaciae
Megastigmus pistaciae is een vliesvleugelig insect uit de familie Torymidae. De wetenschappelijke naam is voor het eerst geldig gepubliceerd in 1871 door Walker.